# Oswald af Northumbria
Oswald (født ca. 604, død 5. august 642) var angelsaksisk konge af Northumbria fra 634 til sin død. Han var søn af Æthelfrith af Northumbria.
Efter farens død i slaget ved floden Idle i 616 flygtede Oswald til Dalriada, hvor han konverterede til kristendommen hos munkene på Iona. 
I 629 kæmpede han under Connad af Dalriada i slaget ved Fid Eoin på Irland. 
Efter at Cadwallon ap Cadfan af Gwynedd og Penda af Mercia havde slået Edwin af Northumbria i slaget ved Hatfield Chase i 633, blev Northumbria delt i to. Oswalds halvbror Eanfrith blev konge i Bernicia, mens Osric blev konge i Deira. Begge faldt i 634; Osric under belejringen af Cadwallon i York og Eanfrith efter mislykkede fredsforhandlinger med Cadwallon. 
Oswald vendte tilbage fra eksil og førte sin hær mod Cadwallon. Ud over egne styrker havde han skotter sendt af kong Domnal af Dalriada. Dagen før hærene mødtes i slaget ved Heavenfield fik Oswald sine soldater til at lave et stort trækors, som han rejste ved slagmarken. Hæren bad om sejr foran dette kors, og det er af den grund slagmarken fik sit navn, "Himmelengen". I slaget blev waliserne, som var talmæssigt overlegne men meget trætte og dårlig udstyret, drevet på flugt. Cadwallon selv blev dræbt.
Efter sejren ved Heavenfield genforenede Oswald Northumbria. Han regnes som bretwalda, angelsaksisk overherre, fra 634 til 642, men det ser ud til at hans reelle magt over de andre angelsaksiske kongedømmer var begrænset. Han indgik en alliance med Cynegils af Wessex, som konverterede til kristendommen. For at besegle alliancen giftede Oswald sig med Cynegils datter Cyneburga. De fik en søn, Aethelwald.
Selv om Edwin havde konverteret til kristendommen i 627, var det Oswald som bidrog stærkest til at sprede den nye tro i Northumbria. Han gav blandt andet øen Lindisfarne til biskop Aidan, som grundlage  klosteret der. Han var også kendt for sin mildhed mod fattige, som gav ham tilnavnet "Den åbne hånd". I sine private gemakker skal han have haft en klokke som kun trængende fattige fik lov at ringe på ham med.
Oswald havde nogen fremgang mod briterne i nord, men den største udfordring var Mercias voksende magt under Penda. Oswald og Penda mødte hinanden i slaget ved Maserfield den 5. august 642. Penda sejrede, og Oswald faldt i slaget. 
Hans fætter Oswiu af Northumbria overtog tronen.